# Jean Collomb
Pour les articles homonymes, voir Collomb.
Jean Collomb, de son nom complet Jean Emptaz-Collomb, né le 9 octobre 1922 à Voiron et mort 18 février 2013 à Paris, est un directeur de la photographie français.

## Biographie
Dessinateur industriel de formation, Jean Collomb travaille comme assistant opérateur avant de devenir directeur de la photographie avec Claude Bernard-Aubert. Il collabore ensuite avec Claude Lelouch, de 1963 à 1975.
Il a été le responsable de la commission « Prise de vues » au sein de la Commission supérieure technique de l'image et du son de 1987 à 1992.
Jean Collomb a également réalisé deux courts métrages produits par la société Les Films des trois fontaines qu'il avait fondée en 1959.

## Filmographie

### Assistant opérateur
- 1958 : Les Violents de Henri Calef
- 1959 : Les Tripes au soleil de Claude Bernard-Aubert

### Directeur de la photographie
- 1959 : Le Petit Pêcheur de la mer de Chine de Serge Hanin (court métrage)
- 1961 : Les lâches vivent d'espoir de Claude Bernard-Aubert
- 1963 : A fleur de peau de Claude Bernard-Aubert
- 1963 : À l'aube du troisième jour de Claude Bernard-Aubert
- 1963 : La Femme spectacle de Claude Lelouch
- 1964 : L'Amour avec des si de Claude Lelouch
- 1965 : Les Grands Moments de Claude Lelouch
- 1966 : Un homme et une femme de Claude Lelouch
- 1968 : La Vie, l'Amour, la Mort de Claude Lelouch
- 1968 : 13 jours en France de Claude Lelouch
- 1969 : Un homme qui me plaît de Claude Lelouch
- 1970 : Le Maître du temps de Jean-Daniel Pollet
- 1971 : Smic, Smac, Smoc de Claude Lelouch
- 1971 : Bonaparte et la Révolution d'Abel Gance
- 1972 : L'aventure c'est l'aventure de Claude Lelouch
- 1972 : Les Soleils de l'île de Pâques de Pierre Kast
- 1973 : La Bonne Année de Claude Lelouch
- 1973 : Le Silencieux de Claude Pinoteau
- 1974 : La Gifle de Claude Pinoteau
- 1974 : Toute une vie de Claude Lelouch
- 1974 : Mariage de Claude Lelouch
- 1974 : Juliette et Juliette de Remo Forlani
- 1975 : Adieu poulet de Pierre Granier-Deferre
- 1975 : Le Chat et la Souris de Claude Lelouch
- 1976 : Sex O'Clock USA de François Reichenbach
- 1976 : Le Grand Escogriffe de Claude Pinoteau
- 1977 : La Bible de Marcel Carné
- 1978 : La Rabatteuse de Burd Trandbaree
- 1994 : Le Margouillat de Jean-Michel Gibard

### Acteur
- 1966 : Un homme et une femme de Claude Lelouch : Le serveur
- 1969 : Un homme qui me plaît de Claude Lelouch : Le maître d'hôtel
- 1971 : Smic, Smac, Smoc : Jeannot, dit « Smac »
- 1972 : L'aventure c'est l'aventure de Claude Lelouch : Le Pape
- 1973 : Adieu poulet de Pierre Granier-Deferre : Le barman

### Réalisateur
- 1959 : Les dés sont sur le tapis (court métrage)
- 1973 : Prière sans visage (court métrage)

## Publication
- Du cinématographe au cinéma 1985-1995 (avec Lucien Patry), Flammarion, 1995

## Distinction
- Chevalier de l'ordre des Arts et des Lettres